# Flor del Lago
Flor del Lago es un caserío de la comuna de Los Lagos, ubicado en el sector este de la comuna, se encuentra en la ribera sur del Lago Riñihue.
Aquí se encuentra la Escuela Rural Flor del Valle.

## Accesibilidad y transporte
Flor del Lago se encuentra a 56,4 km de la ciudad de Los Lagos a través de la Ruta T-45.